# Ибн Мискавейх
Ибн Мискаве́йх, Абу́ Али́ Ахме́д ибн Мухамме́д (араб. ابن مسكوويه‎, также Ибн Йакуб Мискавайх) (около 932/936—1030) — персидский историк, поэт и философ, живший на территории современных Ирана и Ирака. Буидский государственный деятель, канцлер их эмирата в Ираке. Ибн Мискавейха нередко именуют «Третьим Учителем» в истории исламской философской мысли и «первым мусульманином, подошедшим к изучению этической философии с научной точки зрения».

## Биография
Ибн Мискавейх родился в городе ар-Рее (современный город Рай в Иране), неподалёку от современного Тегерана. Упоминается несколько дат рождения Ибн Мискавейха, но условно годом его рождения считают 320-й год хиджры (932 год н. э.).
В раннем детстве Ибн Мискавейх начал изучать литературу, медицину, алхимию и историю. С юношества он находился на службе в качестве секретаря и библиотекаря у визирей династии Бувайхидов аль-Мухаллаби и Ибн аль-Амида.
Служба у визирей проходила в Багдаде, столице Халифата и главном центре арабо-мусульманской культуры X века. Визирь Ибн аль-Амид был выдающейся фигурой в литературе того времени, его сын Абд аль-Фаз также знаменит своими литературными дарованиями. Известно, что Ибн Мискавейх писал касыды, посвящённые названным выше визирям.
Последние годы своей жизни он провёл в научных исследованиях и творческой работе. Прожив более 90 лет, Ибн Мискавейх умер 9-го сафара 421 года хиджры (1031 год н. э.).

## Место в исламской науке
Имя «Мискавейх» происходит от арабского слова «миск», что означает «мускус», который в арабских странах считается благородным веществом и с которым в исламских странах иногда сравнивали благородных учёных мужей. Ибн Мискавейх также известен под именем «ал-Хазин», что указывает на его должность хазина (хранителя книг).
Наибольший интерес представляет собой третье имя философа — «ал-му`аллим ас-салис» (Третий Учитель). Это высокое звание — самый яркий пример значимости того вклада, который Ибн Мискавейх внёс в развитие арабо-мусульманской философии. Известно, что в мусульманском мире Аристотель почитается как «ал-му’аллим ал-аввал» (Первый Учитель). Ал-Фараби (ок. 873—950) за отличное знание философских трудов Аристотеля получил имя «ал-му’аллим ас-сани» (Второй Учитель). Однако ал-Фараби специально не исследовал этику Аристотеля. Вообще, этика в период арабо-мусульманского средневековья оставалась второстепенным предметом исследования. Как отмечает доктор `Абд ал-`Азиз `Иззат, арабо-мусульманские философы «занимались в основном физикой, как ал-Кинди; логикой и метафизикой, как ал-Фараби; переводом, как Яхъя ибн `Ади». Хотя было бы несправедливо не отметить здесь, что все они имели прямое отношение к этической мысли ислама. Среди наиболее ярких представителей средневековой арабо-мусулъманской этической мысли признаны Ибн ал-Мукаффа, аль-Газали, Насир ад-Дин ат-Туси.
По мнению известного турецкого энциклопедиста Хаджи Халифы, или Мустафа ибн `Абду-л-лаха (1608—1657), подлинной наукой нравственной философии считается та «наука, которая фактически связана с греческой философской традицией»). Учение «ахлак» (нравственная философия или, по его же определению, «часть практической философии») является ни чем иным, как этикой перипатетизма. И в этом смысле Ибн Мискавейх — основатель арабо-мусульманской этики на её научном уровне, а не, к примеру, на религиозно-правовом или историко-литературном.
Ибн Мискавейх считается одним из наиболее значимых и авторитетных хронистов Арабского мира. Так в начале XX века хронист Дэвид Маргулиас писал: "В произведениях Ибн Мискавейха арабская историческая наука, кажется, достигла своей наивысшей точки".
Во своей работе он весьма критически отзывался как об аббасидских халифах, так и о своих работодателях-Буидах, однако при этом события X века описывал подробно и с восхищением:112.

## Сочинения
Ибн Мискавейх писал свои произведения на арабском и персидском языках. 'Абд ал- 'Азиз 'Иззат дает перечень рукописных, изданных и утерянных трудов Ибн Мискавейха. Однако его утверждение, что Ибн Мискавейхом было написано лишь 43 произведения, остаётся до сих пор спорным. Среди этических работ Третьего Учителя на арабском языке можно отметить:
- «Рисала фл-л-лазати ва-л-'алами» (буквально: «Трактат об удовольствиях и страданиях» — самым высшим наслаждением Мискавейх называет «познание Великого Аллаха, который есть Абсолютное Добро»);
- «Китаб 'адаб ад-дунйа ва-д-дин» (буквально: «Книга об этике мирской жизни и [об этике] религии», в которой рассматриваются различия между этикой философской и религиозной);
- «Рисала фи джавхари-н-нафс» (буквально: «Трактат о сущности души»);
- «Микала фи-н-нафс ва-л-'акл» (буквально: «Статья о душе и разуме») и пр.

Ибн Мискавейх написал книгу «Джавидан-е хирад» (буквально: «Вечность мудрости»), где собрал этические афоризмы персидских, индийских, арабских и греческих мудрецов. Помимо этики, труды ученого посвящены вопросам медицины, алхимии, физики, политики, истории.
Самые крупные и наиболее значимые работы Ибн Мискавейха:
- «Тад-жариб ал-'умам» (буквально: «Опыты народов») и
- «Тахзиб ал-ахлак ва тат-хир ал-а’рак» (буквально: «Воспитание нрава и очищение корней»).

Первая работа посвящена всемирной истории до 369 года хиджры, то есть 979—980 годам. Здесь определены причины исторических событий периода до 340 года хиджры, описанных известным историком и правоведом Абу Джа’фа-ром ат-Табари, собраны сведения о великих личностях. Большей частью Ибн Мискавейх повествует о событиях после 340 года хиджры, очевидцем которых он был. Его продолжателем стал Абу Шуджа ар-Рудравари.
«Тахзиб ал-ахлак» занимает особое место в этической литературе. Видный историк арабо-мусульманской философии Маджид Фахри отмечает, что наиболее «важный вклад Ибн Мискавейха в этическую теорию» заключается в создании «одного из немногих систематических этических трактатов на арабском языке „Тахзиб ал-ахлак“». Это сочинение относится к греческой философско-этической традиции. Здесь рассматриваются вопросы добра, счастья, справедливости, любви и дружбы. В частности, о справедливости Ибн Маскавейх пишет: «Справедливость, будучи средством между целями и возможностями, — самая совершенная из добродетелей и самая близкая к единству».
Непосредственным поводом к написанию «Рисала фи махиййати-л-'адл» («Трактат о природе справедливости») послужило письмо философа, правоведа, суфия, современника и друга Ибна Мискавейха Абу Хаййана ат-Таухиди, содержащее вопрос о несправедливости. Ответ на него был выделен в отдельный трактат из (утерянной) книги Ибн Мискавейха «аш-Шавамил», написанной в свою очередь в ответ на книгу ат-Таухиди «ал-Хавамил» и включавшей 175 вопросов и ответов философского, филологического, юридического характеров.
Цель трактата Мискавейх определил как разъяснение природы справедливости, выявление и описание её видов. Он делит справедливость на естественную, условную, связанную со свободным действием, и божественную. И соответственно концепция справедливости рассматривается в её отношении к физическому, социальному и метафизическому.
Основными источниками для данного «Рисала» (буквально: трактат, исследование) были «Государство» Платона, «Категории», «Никомахова этика» Аристотеля, «Эннеады» Плотина.
Для историков России особый интерес представляет рассказ Ибн-Мискавейха о походе русов в Бердаа в 943—944 годах.

### Публикации сочинений
- An unpublished treatise of Miskawaih on justice or risala fi mahiyat al — 'adl li Miskawaih / E. J. Brill. Leiden, 1964.
- Miskawayh. The Refinement of Character. Beirut, 1968.
- The Tajârib al-umam or history of Ibn Miskwayh…, ed. by L. Caetani, v. 1-5, 6, Leiden, 1909-17.
- Трактат о природе справедливости. Перевод и коммент. З. И. Гусейновой // Историко-философский ежегодник '98. М.,Наука, 2000, с.286-300.